# Metrovalencia

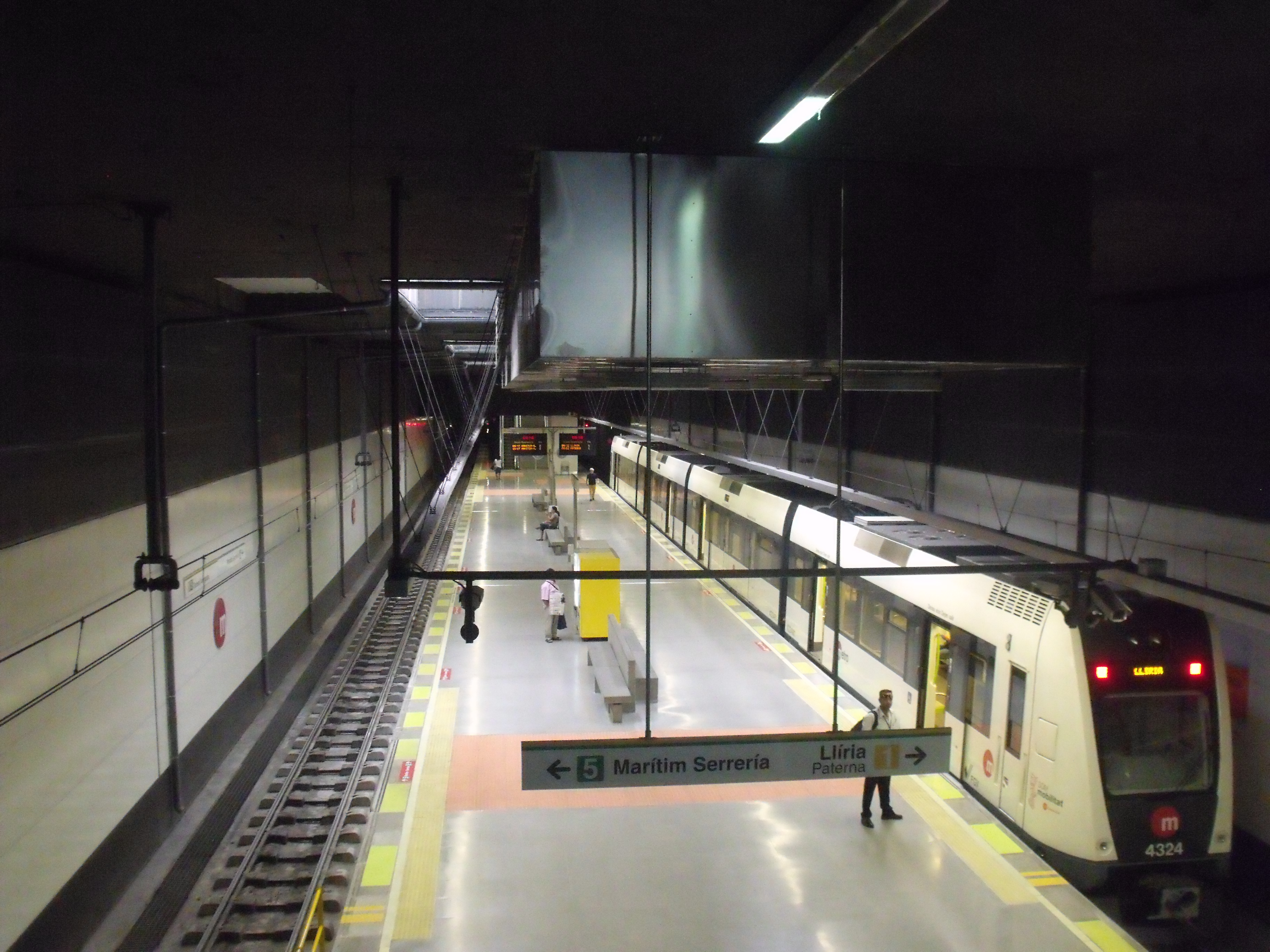
Torrent Avinguda-stationen

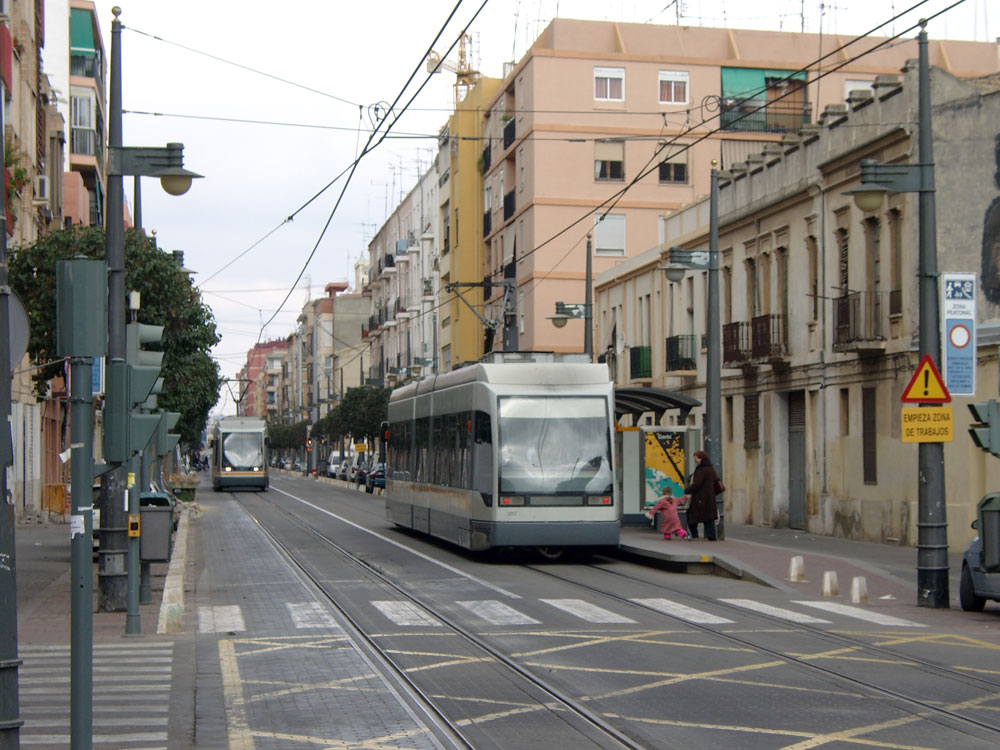
Spårvagn på linje 4

Metrovalencia är ett lokalt spårtrafiksystem i Valencia i Spanien. Tågen går i tunnlar under centrala staden, men på egen banvall med plankorsningar i förorterna. Systemet innehåller även spårvägslinjer i innerstaden. På grund av dessa egenskaper, och på grund av att trafiken är ganska gles på de yttre grenarna, är systemet inte en tunnelbana i egentlig mening, även om det fungerar som en sådan i innerstaden. I nuläget finns det totalt 9 linjer, 6 av dom (1, 2, 3, 5, 7 och 9) trafikeras av tyngre tåg medan resterande tre (4, 6 och 8) är spårvägslinjer. Linje 5 mellan Marítim-Serrería och flygplatsen är helt underjordisk och är därmed den enda linjen som i egentlig mening skulle kunna klassas som tunnelbana.

## Historia
De yttre delarna av nätet är mer än 100 år gamla. De byggdes som meterspåriga förortsbanor, och började kopplas ihop med tunnlar under centrum från 1988 och framåt. Systemet har drabbats av flera olyckor, bland annat en kollision i september 2005 då 29 personer skadades, och en urspårning i juli 2006 då minst 43 personer omkom och 47 skadades.
Sedan början av 2007 sträcker sig två av linjerna fram till Valencias flygplats.

## Linjer
| Linje | Sträckning                                                           | Längd   | Stationer | Resande 2005 |
| ----- | -------------------------------------------------------------------- | ------- | --------- | ------------ |
| 1     | Llíria / Bétera – Torrent Av. / Villanueva de Castellón              | 95,2 km | 58        | 19 277 123   |
| 3     | Rafelbuñol – Aeroport                                                | 24,7 km | 27        | 25 450 000   |
| 4     | Mas del Rosari / Ll. Llarga Terramelar / Fira de Mostres – Dr. Lluch | 9,8 km  | 32        | 5 088 092    |
| 5     | Neptú – Marítim-Serrería – Aeroport / Torrent Av.                    | 24,1 km | 31        | 11 700 000   |
| 6     | Tossal del Rei – Marítim-Serrería                                    | 10,8 km | 22        |              |